# Pulsatilla occidentalis
La anémona occidental (Pulsatilla occidentalis) es una planta herbácea de la familia de las ranunculáceas. Es nativa del extremo occidental de América del Norte desde Columbia Británica hasta California y Montana, donde se encuentra creciendo en suelos pedregosos en las laderas y en los prados húmedos.

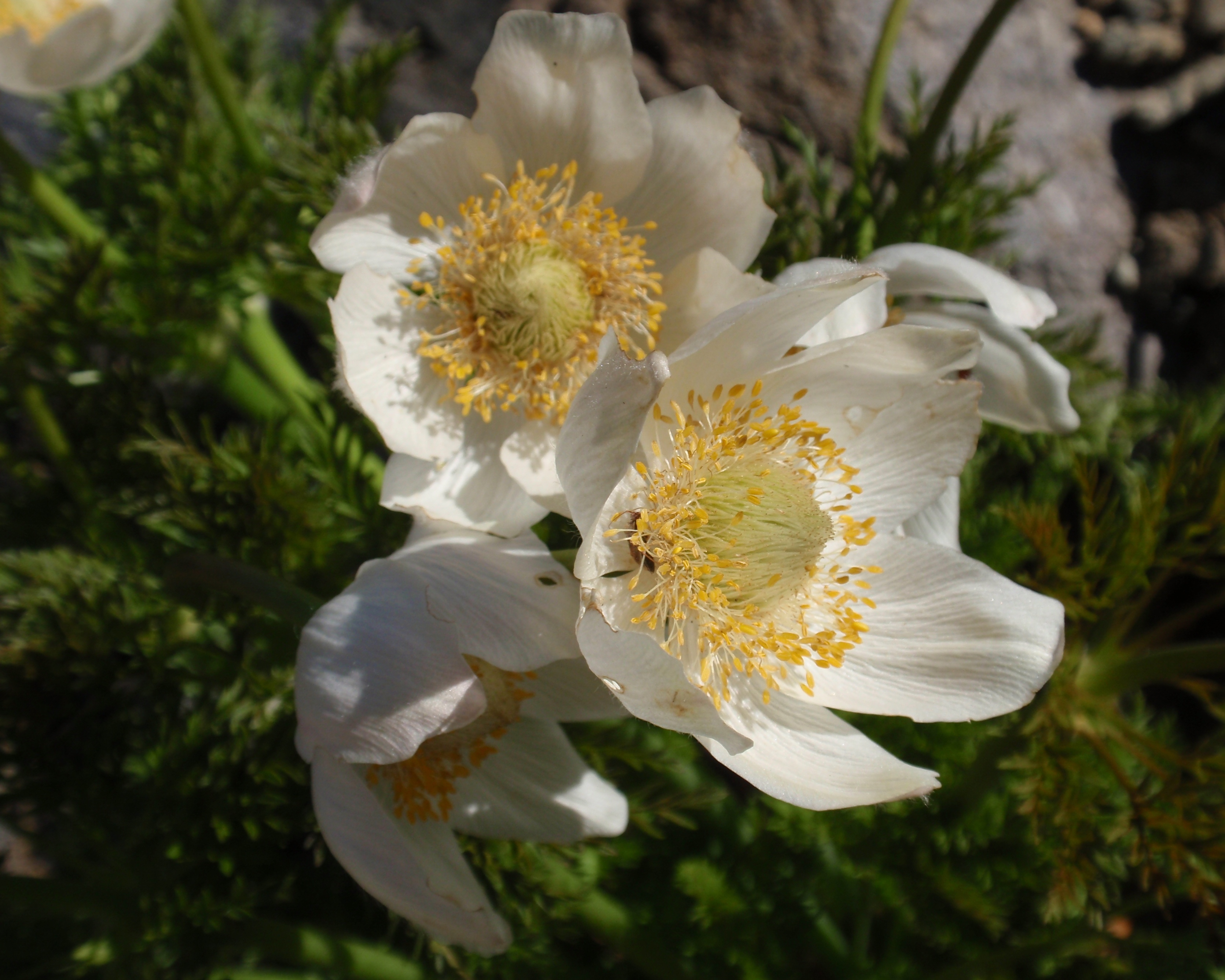
Detalle de la flor

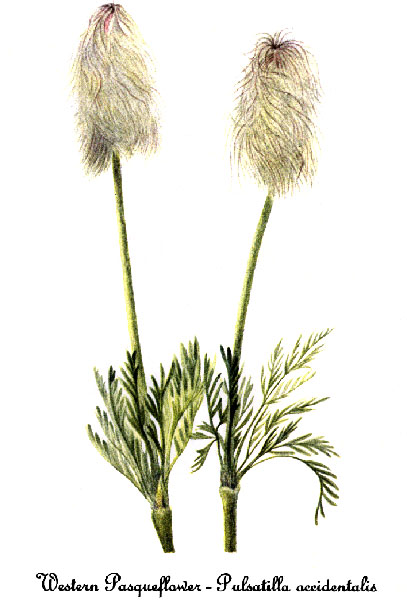
Ilustración

## Descripción
Es una planta herbácea que alcanzan un tamaño de entre 10 y 60 cm de altura, se alza desde un caudex con 3 a 6 hojas en la base de la planta que tienen 3 foliolos, cada foliolo pinnatífido. Las hojas con pecíolos de 6-10 cm de largo. Las plantas florecen brevemente desde mediados de primavera hasta mediados de verano, por lo general poco después del deshielo. Las flores están compuestas de 5 a 7 sépalos (a veces llamados tépalos), de color púrpura o normalmente de color blanco suave, también con mezcla de blanco y azulado, con una flor por tallo. Los sépalos son de 15 a 30 mm de largo por 10 de ancho y 17 mm. Las flores tienen 150-200 estambres. La fruta se produce en cabezas redondeadas en forma subcilíndricas, con pedicelos de 15 a 20 cm de largo. Los aquenios son elipsoides.

## Taxonomía
La especie fue descrita originalmente como Anemone occidentalis por Sereno Watson y publicado en Proceedings of the American Academy of Arts and Sciences 11: 121, en 1876, actualmente es tanto un sinónimo como el basónimo de esta; y ulteriormente sería transferida al género Pulsatilla por Josef Franz Freyn en Deutsche Botanische Monatsschrift 8: 78, en 1890.

#### Etimología
Ver: Pulsatilla
occidentalis: epíteto latino que significa "del oeste".